# Tierpark
Tierpark – stacja metra w Berlinie, w dzielnicy Friedrichsfelde, w okręgu administracyjnym Lichtenberg na linii U5. Stacja została otwarta w 1973.
Jest jedyną podziemną stacją metra wybudowaną w czasach NRD.